# صانعة بروتينية

صانعات مختلفة.

الصانعات البروتينية هي عضيات متخصصة توجد فقط في الخلايا النباتية، تنتمي الصانعات البروتينية إلى فئة واسعة من العضيات المعروفة باسم الصانعات. تحتوي على أجسام بلورية من البروتين ويمكن أن تكون مواقع نشاط الإنزيم الذي ينطوي على تلك البروتينات، تم العثور على الخلايا البروتينية في العديد من البذور، مثل الجوز البرازيلي والفول السوداني والبقول. على الرغم من أن جميع الصانعات تحتوي على تراكيز عالية من البروتين، فقد تم تحديد الخلايا البروتينية في الستينيات والسبعينيات من القرن العشرين على أنها تحتوي على شوائب بروتينية كبيرة يمكن رؤيتها بكل من المجاهر الضوئية والمجاهر الإلكترونية.
أشار كتاب مكتوب عام 2007 إلى أنه لم يتم نشر أي بحث علمي في السنوات الـ 25 الماضية عن الصانعات البروتينية.